# Tyreek Hill
Tyreek Hill (Lauderhill, 1 de março de 1994) é um jogador de futebol americano do Miami Dolphins da National Football League (NFL).
Ele frequentou a Garden City Community College, a Universidade de Oklahoma e a University of West Alabama. Hill era principalmente um especialista de retorno como um novato, mas também contribuiu como wide receiver e running back. No seu período com o Kansas City Chiefs, time que o draftou, foi um dos principais recebedores do time, embora ele ainda retornasse punts. Após seu ano de novato, ele recebeu o apelido de Cheetah como referência à sua velocidade.

## Início da vida
Nascido em Fort Lauderdale, na Flórida, Hill se mudou para a Georgia e frequentou a Coffee High School, onde venceu os 100 metros e os 200 metros no campeonato estadual da Georgia de 2012.
Em 26 de maio de 2012, no 36º Golden South Classic, em Orlando, Flórida, Hill realizou seus melhores números nos 100 m (10,19 s) e nos 200 m (20,14 s). Ele foi eleito pelo Track and Field News como o Atleta do Ensino Médio do Ano em 2012.

## Carreira universitária

### Faculdade Comunitária de Garden City
Na Faculdade Comunitária de Garden City, Hill praticou atletismo e futebol americano.
Em 2013, seu segundo ano, Hill correu 659 jardas e cinco touchdowns e pegou 67 passes para 532 jardas.

### Oklahoma State University
Saindo da Faculdade Comunitária de Garden City, Hill foi muito procurado pelas faculdades e escolheu ingressar na Universidade Estadual de Oklahoma.
Em 30 de agosto de 2014, Hill fez sua estreia recebendo seis passes para 62 jardas em uma derrota para Universidade do Estado da Flórida. Em 25 de setembro de 2014, ele conseguiu seu primeiro touchdown contra a Universidade de Tecnologia do Texas e terminou a vitória com três recepções para 50 jardas, seis corridas para 39 jardas e três retornos de chute para um total de 62 jardas. No jogo seguinte contra a Universidade Estadual de Iowa, Hill terminou com 148 jardas em cinco retornos e teve seu primeiro retorno para touchdown da temporada. Em 1° de novembro de 2014, ele teve 102 jardas em 18 corridas e marcou seu primeiro touchdowns terrestre da temporada contra Universidade Estadual do Kansas.
Em 6 de dezembro de 2014, ele jogou em seu último jogo pela Universidade Estadual de Oklahoma e ajudou-os a ganhar o jogo contra o rival Oklahoma Sooners depois que ele retornou para um touchdown de 92 jardas.
Em 11 de dezembro de 2014, a Universidade Estadual de Oklahoma dispensou Hill de seu time de futebol americano e atletismo por sua prisão domiciliar por violência doméstica alguns dias antes.
Em sua única temporada na Universidade Estadual de Oklahoma, Hill teve um total de 102 corridas para 534 jardas e um touchdown, 31 recepções para 381 jardas e um touchdown, 30 retornos de chute para 740 jardas e dois touchdowns, e 27 retornos de punt para 256 jardas e um touchdown. Jogando como running back, wide receiver e retornador, ele foi responsável por 1.811 jardas e seis touchdowns.

### Universidade de Alabama Ocidental
Em 1º de setembro de 2015, a Universidade de Alabama Ocidental anunciou que Hill se matriculou e jogaria futebol americano na equipe da universidade. O treinador de West Alabama, Brett Gilliland, afirmou que inicialmente recusou Hill após ler o relatório da polícia detalhando como ele bateu em sua namorada. No entanto, depois de conhecer Hill pessoalmente, ele falou com pessoas da Universidade Estadual de Oklahoma, os ex-treinadores de Hill na Faculdade Comunitária de Garden City e um mentor do ensino médio. Ele também foi influenciado por uma parte do acordo que exigia que Hill frequentasse a universidade em tempo integral ou ter um emprego.
Hill foi utilizado de forma muito equilibrada como running back (25 corridas para 237 jardas e um touchdown), wide receiver (27 recepções para 444 jardas e touchdown), retornador de punt (20 retornos com média de 10,7 jardas com dois touchdowns) e retornador de chute (20 retornos com média de 23,0 jardas com dois touchdowns). Em seus 11 jogos pela equipe, ele nunca ultrapassou 100 jardas correndo ou recebendo.
Hill foi utilizado de forma muito equilibrada como running back (25 corridas para 237 jardas e um touchdown), wide receiver (27 recepções para 444 jardas e touchdown), retornador de punt (20 retornos com média de 10,7 jardas com dois touchdowns) e retornador de chute (20 retornos com média de 23,0 jardas com dois touchdowns). Em seus 11 jogos pela equipe, ele nunca ultrapassou 100 jardas correndo ou recebendo.

## Carreira profissional
Hill foi projetado como não sendo draftado no Draft de 2016, principalmente devido à sua prisão domiciliar por violência. Embora ele não tenha sido convidado para o NFL Combine, Hill foi capaz de mostrar suas habilidades no Pro Day de West Alabama. Olheiros ficaram impressionados com sua velocidade e ele recebeu muitos elogios por seu treino.
Independentemente do treino, muitas equipes removeram completamente Hill de suas pretensões, mas o treinador de West Alabama afirmou que pelo menos 20 equipes ainda estavam interessadas nele.
| 1,73 m                                       | 84 kg | 4,29 s | 1,50 s | 2,51 s | 4,06 s | 6,53 s | 1,03 m | 3,28 m | 13 repetições |
| Todos os valores do Pro Day de West Alabama. |       |        |        |        |        |        |        |        |               |

### Temporada de 2016
O Kansas City Chiefs selecionou Hill na quinta rodada (165° escolha geral) do Draft de 2016. Ele foi o primeiro jogador de West Alabama a ser selecionado desde 1974, quando Ken Hutcherson foi convocado como a 97º escolha geral pelo Dallas Cowboys.
Os Chiefs foram criticados pelos fãs devido aos seus problemas anteriores com violência doméstica. O gerente geral John Dorsey teve que receber o consentimento do proprietário dos Chiefs, Clark Hunt, para fazer a seleção e disse que examinaram cuidadosamente a perspectiva que incluía falar com o promotor que o acusou.
Em 17 de maio de 2016, os Chiefs assinaram com Hill um contrato de quatro anos no valor de US $ 2,58 milhões que inclui US $ 100.000 garantidos e um bônus de assinatura de US $ 70.000.
Hill começou a temporada de 2016 como o retornador de punt e kickoff e sendo o quarto wide receiver atrás dos veteranos Jeremy Maclin, Chris Conley e Albert Wilson. Na abertura da temporada do Kansas City Chiefs, ele fez sua primeira recepção profissional em um passe de touchdown de nove jardas de Alex Smith, quando os Chiefs derrotaram o San Diego Chargers por 33-27 na prorrogação.
Na semana 8, Hill teve cinco passes para 98 jardas e um touchdown durante uma vitória por 30-14 sobre o Indianapolis Colts no Lucas Oil Stadium. Em 13 de novembro de 2016, Hill teve dez recepções para 89 jardas em uma vitória por 20-17 contra o Carolina Panthers.
Em 27 de novembro de 2016, Hill devolveu um kickoff para um touchdown de 86 jardas, correu para um touchdown de três jardas e pegou um passe para touchdown de três jardas com menos de cinco segundos restantes no quarto quarto. Ele foi o primeiro jogador a conseguir esse feito desde que Gale Sayers fez isso jogando no Chicago Bears em 1965. Durante seu retorno, ele alcançou uma velocidade de 36,64 km/h, a maior velocidade que qualquer jogador da NFL alcançou naquela temporada. Sua atuação na Semana 12 lhe rendeu o prêmio de Jogador Ofensivo da Semana da AFC.
Contra o Oakland Raiders na semana 14, Hill retornou um punt para touchdown de 78 jardas e teve seis recepções para 66 jardas e um touchdown, ajudando os Chiefs a vencerem por 21-13 e chegar a primeira posição da AFC West. Ele foi nomeado o Jogador da Semana dos Times Especias da AFC por sua atuação na Semana 14. Na semana 16 contra o Denver Broncos, Hill teve seis corridas para 95 jardas e um touchdown de 70 jardas em uma vitória por 33-10. Em 1 de janeiro de 2017, no final da temporada regular, ele recebeu cinco passes para 46 jardas, três corridas para 15 jardas e um retorno de punt  de 95 jardas para um touchdown em uma vitória por 37-27 sobre o San Diego Chargers. Seu esforço contra os Chargers lhe rendeu seu segundo prêmio de Jogador da Semana dos Times Especiais da AFC.
Hill terminou sua temporada de estreia com 61 recepções para 593 jardas e seis touchdowns, 24 corridas para 267 jardas e três touchdowns, 14 retornos de chute para um total de 384 jardas e um touchdown, e 39 retornos de punt para 592 jardas e dois touchdowns. Ele também jogou em todos os 16 jogos e fez sete tackles combinados. Hill foi nomeado para o Pro Bowl de 2017 como especialista em retorno. Em 6 de janeiro de 2017, Hill foi nomeado para o Primeiro-Time All-Pro como um retornador de punt. Ele também foi nomeado para a equipe All-Rookie. Ele foi classificado em 36º por seus companheiros jogadores na lista dos 100 Melhores Jogadores da NFL de 2017.

### Temporada de 2017
Em 7 de setembro de 2017, na abertura da temporada contra o New England Patriots, Hill terminou o jogo com 133 jardas em sete recepções, incluindo um touchdown de 75 jardas, os Chiefs venceram por 42-27. Na semana 5, contra o Houston Texans, ele registrou um touchdown de 82 jardas no quarto quarto. Em 30 de outubro, contra o Denver Broncos no Monday Night Football, Hill lançou a bola em e foi interceptado.
Em 5 de novembro, contra o Dallas Cowboys, ele marcou um touchdown em passe de 56 jardas de Alex Smith em uma jogoda final não muito convencional. Os Chiefs fingiram que iam fazer um Hail Mary mas Smith fez um passe curto para Hill, que tinha um comboio de bloqueadores e espaço suficiente para ir até a end zone.
Durante uma partida da Semana 13 contra o New York Jets, Hill teve seis recepções para 185 jardas e dois touchdowns, incluindo um touchdown de 79 jardas, mas os Chiefs perderam por 31-38.
Ele terminou a temporada de 2017 com 75 recepções para 1.183 jardas e sete touchdowns. Além disso, ele teve 25 retornos de punts para 204 jardas e um touchdown. Os Chiefs terminaram a temporada regular com um recorde de 10-6 e foram para os playoffs. Na derrota de 22-21 para o Tennessee Titans no Wild Card, Hill terminou com sete recepções para 87 jardas e uma corrida de 14 jardas.
Hill foi selecionado para o seu segundo Pro Bowl como especialista em retorno. Ele foi classificado em 40º por seus companheiros jogadores na lista dos 100 Melhores Jogadores da NFL de 2018.

### Temporada de 2018
Durante a semana 1 contra os Chargers, na primeira jogada de Hill no jogo, ele retornou um punt de 91 jardas para touchdown. Ele também teve 169 jardas de recepção com dois touchdowns, enquanto os Chiefs venceram por 38-28. No jogo, ele recebeu um touchdown de 58 jardas, seu 13° touchdown de mais de 50 jardas. Pela segunda vez em sua carreira profissional, ele teve três touchdowns em um único jogo.
Na semana seguinte, ele recebeu cinco passes para 90 jardas e um touchdown contra o Pittsburgh Steelers. Depois de três jogos fracos, Hill novamente registrou três touchdowns em sete recepções para 142 jardas contra o New England Patriots na semana 6. Quatro semanas depois, Hill teve seu terceiro jogo de 100 jardas de recepção, com sete recepções para 117 jardas e dois touchdowns, juntamente com uma corrida de 20 jardas, em uma vitória da semana 10 sobre o Arizona Cardinals. Na semana 11, Hill registrou 10 recepções para 215 jardas e dois touchdowns em uma derrota por 54-51 para o Los Angeles Rams.
Ele terminou a temporada com as melhores marcas de sua carreira: 87 recepções para 1.479 jardas e 12 touchdowns. Ele terminou em segundo na equipe em recepções atrás de Travis Kelce e liderou a equipe em jardas de recepção e touchdowns. Ele terminou em quarto na liga em jardas recebidas e touchdowns. Ele foi nomeado para o seu terceiro Pro Bowl consecutivo e foi nomeado pro Segundo-Time All-Pro como Wide receiver.
No Divisional Round contra o Indianapolis Colts, ele teve oito recepções para 72 jardas e um touchdown de 36 jardas na vitória por 31-13. Na AFC Championship Game, ele teve uma única recepção para 42 jardas na derrota por 37-31 para o New England Patriots.

## Estatísticas

### Temporada regular
| Ano      | Time     | Jogos | Jogos | Recebendo | Recebendo | Recebendo | Recebendo | Recebendo | Correndo | Correndo | Correndo | Correndo | Correndo | Retornando | Retornando | Retornando | Retornando | Retornando | Fumbles | Fumbles  |
| Ano      | Time     | JD    | JT    | Rec       | Jarda     | Média     | Lng       | TD        | Ten      | Jardas   | Média    | Lng      | TD       | Ret        | Jardas     | Média      | Lng        | TD         | Fum     | Perdidos |
| -------- | -------- | ----- | ----- | --------- | --------- | --------- | --------- | --------- | -------- | -------- | -------- | -------- | -------- | ---------- | ---------- | ---------- | ---------- | ---------- | ------- | -------- |
| 2016     | KC       | 16    | 1     | 61        | 593       | 9,7       | 49        | 6         | 24       | 267      | 11,1     | 70E      | 3        | 53         | 976        | 18,4       | 95E        | 3          | 4       | 1        |
| 2017     | KC       | 15    | 13    | 75        | 1 183     | 15,8      | 79E       | 7         | 17       | 59       | 3,5      | 16       | 0        | 25         | 204        | 8,2        | 82E        | 1          | 2       | 0        |
| 2018     | KC       | 16    | 16    | 87        | 1 479     | 17,0      | 75E       | 12        | 22       | 151      | 6,8      | 33       | 1        | 20         | 213        | 10,7       | 91E        | 1          | 0       | 0        |
| 2019     | KC       | 12    | 12    | 58        | 860       | 14,8      | 57E       | 7         | 8        | 23       | 2,9      | 5        | 0        | 1          | 0          | 0,0        | 0          | 0          | 0       | 0        |
| 2020     | KC       | 15    | 15    | 87        | 1 276     | 14,7      | 75E       | 15        | 13       | 123      | 9,5      | 32E      | 2        | 1          | 0          | 0,0        | 0          | 0          | 1       | 0        |
| 2021     | KC       | 17    | 16    | 111       | 1 239     | 11,2      | 75E       | 9         | 9        | 96       | 10,7     | 33       | 0        | 0          | 0          | 0,0        | 0          | 0          | 2       | 1        |
| 2022     | MIA      | 17    | 17    | 119       | 1 710     | 14,4      | 64        | 7         | 7        | 32       | 4,6      | 10       | 1        | 2          | -4         | -2,0       | 0          | 0          | 1       | 0        |
| 2023     | MIA      | 16    | 16    | 119       | 1 799     | 15,1      | 78E       | 13        | 6        | 15       | 2,5      | 14       | 0        | 0          | 0          | 0          | 0          | 0          | 1       | 1        |
| 2024     | MIA      | 17    | 17    | 81        | 959       | 11,8      | 80E       | 6         | 8        | 53       | 7,2      | 16       | 0        | 3          | 31         | 10,3       | 18         | 0          | 0       | 0        |
| Carreira | Carreira | 141   | 123   | 798       | 11 098    | 13,9      | 80E       | 82        | 114      | 819      | 6,6      | 70E      | 7        | 105        | 1 420      | 13,5       | 95E        | 5          | 11      | 3        |

## Vida pessoal
Hill foi criado por sua mãe em Virginia. Em setembro de 2018, Hill e sua namorada, Espinal, ficaram noivos.

### Questões legais
Registros da polícia de Stillwater indicam que em 12 de dezembro de 2014, Hill foi preso acusado de agredir sua namorada grávida de 20 anos, Cristal Espinal. O relatório policial afirma que Espinal disse que os dois entraram em uma discussão e ele a jogou no chão, deu um soco no rosto dela, sentou nela e repetidamente a socou no estômago, e a sufocou. A Universidade de Oklahoma o demitiu do time de futebol americano após as acusações.
Hill eventualmente se confessou culpado de agressão doméstica e agressão por estrangulamento e foi sentenciado a três anos de liberdade vigiada, um curso de controle da raiva, um programa de agressores que durou um ano e foi submetido a uma avaliação de abuso doméstico.
Após três anos de liberdade condicional, trabalho em sua comunidade local e conclusão do gerenciamento da raiva, o caso de Hill foi encerrado.